# Ignacowo (rejon oszmiański)
Ignacowo – dawna kolonia. Tereny, na których była położona, leżą obecnie na Białorusi, w obwodzie grodzieńskim, w rejonie oszmiańskim, w sielsowiecie Holszany.

## Historia
W czasach zaborów folwark w gminie Holszany, w powiecie oszmiańskim, w guberni wileńskiej Imperium Rosyjskiego. W 1905 roku liczył 5 mieszkańców, 10 dziesięcin, własność Amilowskiego.
W latach 1921–1945 kolonia leżała w Polsce, w województwie wileńskim, w powiecie oszmiańskim, w gminie Holszany.
W 1931 w 1 domu zamieszkiwało 5 osób.
Wierni należeli do parafii rzymskokatolickiej i prawosławnej w Bohdanowie. Miejscowość podlegała pod Sąd Grodzki w Holszanach i Okręgowy w Wilnie; właściwy urząd pocztowy mieścił się w Bohdanowie.